# جيف آيرلادند
جيف آيرلادند (بالإنجليزية: Jeff Ireland)‏ هو لاعب كرة قدم أمريكية أمريكي، ولد في 1968 في أبيلين في الولايات المتحدة.